# Cabomina heliostoma
Cabomina heliostoma is een vlinder uit de familie wespvlinders (Sesiidae), onderfamilie Sesiinae.
Cabomina heliostoma is voor het eerst wetenschappelijk beschreven door Meyrick in 1926. De soort komt voor in het Afrotropisch gebied.